# Histoire philatélique et postale du Portugal

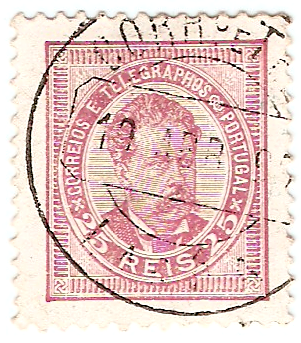
Timbre de 1882, à l'effigie de Louis Ier

Ceci est une introduction à l'histoire postale et philatélique du Portugal.

## Les premiers timbres du Royaume

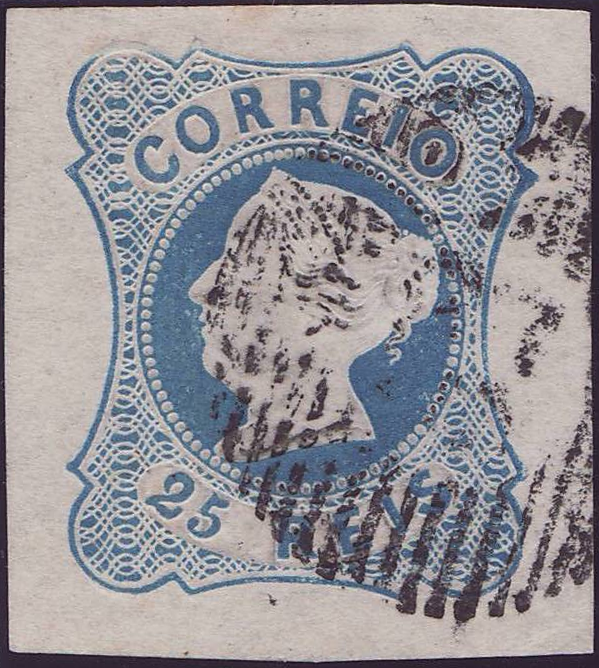
Un des premières timbres-poste du Portugal.

Le Portugal a émis ses premiers timbres en 1853. Ils representent la tête de la reine Marie II en profile en embossage sur un fond unicolore.
La première émission commémorative est celle de 1894, à l'occassion du 500e anniversaire du prince Henri le Navigateur. En 1898, une série de timbres fut émise à l'occassion du 500e anniversaire de la voyage de Vasco da Gama aux Indes non seulement pour le Portugal, mais aussi – inscrit "Africa" – pour ses colonies en Afrique.

## La République

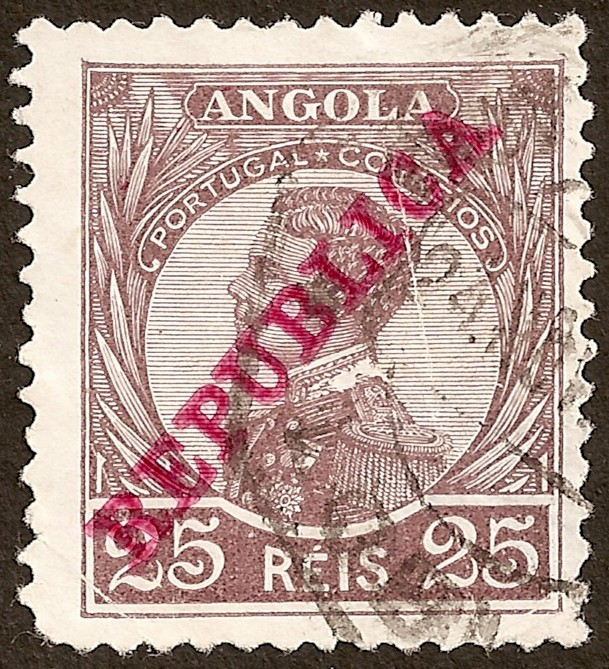
Timbre d'Angola surchargé "REPUBLICA"

Après la révolution du 5 octobre 1910, les timbres courants de la série de 1910 du Portugal et de ses dépendances furent surchargés "Republica". La première émission des timbres-poste de la république fut la série Cérès, montrant l'effigie de la divinité romaine de l'agriculture, au début de 1912, qui resta en usage jusqu'à 1945.

### Série Cérès
En 1943, la série Caravelle commença de remplacer la série précédente. Autres timbres de dette série parurent en 1948 et 1949.

### Timbres d'usage courant de 1950 au présent
Les timbres de la suivante sèrie Sceau du roi Denis, qui représentent un chevalier à cheval, furent emis en 1953 et 1955. Les émissions d'usage courant comportent la série "Paysages et monuments" parue de 1972 à 1981, "Développement des outils" de 1978 à 1992, "Architecture traditionnelle" de 1985 à 1989, "Navigateurs" de 1989 à 1994 et "Professions du XIXe siècle" de 1992 à 1999, qui est la dernière émission en escudos seulement.
Les premières timbres de la série "Oiseaux de Portugal", emise de 2000 à 2004, portent des chiffres de valeur en escudos et en Euros. De 2007 à 2010, une sèrie "Transport urbain public" fut emise, suive par la série "Fêtes traditionnelles" de 2011 à 2013. De 2014, une nouvelle série d'usage courant est en vente, représentant les sports extrêmes.

## Dépendances du Portugal

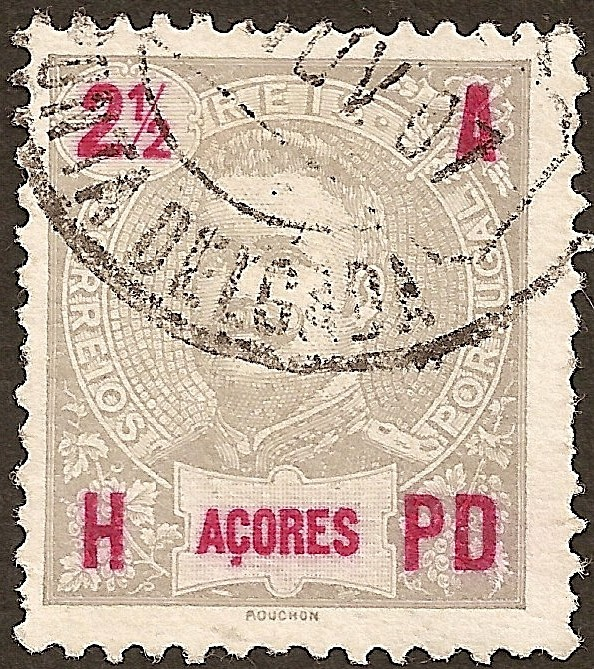
Timbre de 1906